# Thottea ponmudiana
Thottea ponmudiana är en piprankeväxtart som beskrevs av V.V. Sivarajan. Thottea ponmudiana ingår i släktet Thottea och familjen piprankeväxter. Inga underarter finns listade i Catalogue of Life.